# Maribel Díaz Cabello
Maribel Carmen Díaz Cabello (phát âm tiếng Tây Ban Nha: [mariˈβel ˈkarmen ˈdias kaˈβeλo]; sinh ngày 27 tháng 3 năm 1970) là một nhà giáo, giảng viên và quản lý giáo dục người Peru. Bà là phu nhân của Tổng thống Martín Vizcarra và từng đảm nhiệm vai trò Đệ nhất Phu nhân Peru từ ngày 23 tháng 3 năm 2018 đến ngày 10 tháng 11 năm 2020 – thời điểm chồng bà bị Quốc hội bãi nhiệm.

## Tiểu sử

### Cuộc đời và sự nghiệp
Maribel Díaz sinh ngày 27 tháng 3 năm 1970 tại Moquegua, Peru. Cha mẹ bà – ông Rafael Díaz Dueñas và bà Carmen Cabello Oviedo – đều là giáo viên. Bà là cháu của Antonio Cabello Oviedo, người từng giữ chức Thị trưởng Moquegua từ năm 1987 đến 1990, và có quan hệ họ hàng bên ngoại với nhà văn nổi tiếng Mercedes Cabello de Carbonera.
Ban đầu, Díaz theo học ngành y tại Đại học Quốc gia Tucumán ở Argentina, nhưng sau năm học đầu tiên bà quyết định rời ngành để theo đuổi sự nghiệp giáo dục. Bà trở về Peru và theo học ngành Sư phạm Tiểu học tại Học viện Sư phạm Mercedes Cabello. Sau đó, bà hoàn tất chương trình thạc sĩ giáo dục tại phân hiệu Moquegua của Đại học César Vallejo.
Trong sự nghiệp của mình, Díaz Cabello đảm nhiệm nhiều vị trí giảng dạy và quản lý tại các trường công lập thuộc vùng Moquegua. Bà từng là hiệu trưởng Trường tiểu học Sacred Heart of Jesus tại Moquegua cho đến năm 2017, thời điểm bà từ chức sau khi chồng được bổ nhiệm làm Đại sứ Peru tại Canada.
Bà gặp Martín Vizcarra khi còn là sinh viên. Họ kết hôn và có bốn người con – ba con gái là Diana, Daniela và Diamela, cùng một con trai tên Martino. Tổng thống Vizcarra nhiều lần công khai ca ngợi sự đồng hành và vai trò hỗ trợ của vợ trong cả đời sống cá nhân lẫn sự nghiệp chính trị. Ngày 6 tháng 7 năm 2016, nhân Ngày Nhà giáo, ông đăng trên mạng xã hội: “Người giáo viên luôn ở bên tôi và tiếp thêm sức mạnh để tôi tiến bước – chính là vợ tôi, Maribel.”
Trong chiến dịch tranh cử tổng thống năm 2016 – khi Pedro Pablo Kuczynski chọn Vizcarra làm ứng cử viên Phó Tổng thống – bà giữ vai trò khá kín tiếng. Trong một cuộc phỏng vấn với América Televisión, bà bày tỏ quan điểm cá nhân rằng không yêu thích chính trị, nhưng vẫn ủng hộ chồng: “Tôi chưa bao giờ thực sự thích chính trị, bởi vì chính trị là chính trị mà, đúng không? Nhưng nếu anh ấy muốn và quyết tâm theo đuổi, tôi phải ủng hộ…”

### Đệ nhất phu nhân Peru
Ngày 23 tháng 3 năm 2018, sau khi Tổng thống Pedro Pablo Kuczynski từ chức và Martín Vizcarra kế nhiệm, Maribel Díaz trở thành Đệ nhất Phu nhân Peru, kế nhiệm bà Nancy Lange. Bà tuyên bố sẽ một lần nữa rời lớp học để đảm nhận vai trò mới, bao gồm tham gia các sự kiện ngoại giao – nghi lễ và quản lý Văn phòng Đệ nhất Phu nhân, cơ quan có ngân sách hoạt động khoảng 600.000 sols mỗi năm.

## Vinh danh
- Bồ Đào Nha:Đại Thập tự Huân chương Công trạng (25 tháng 2 năm 2019)[8]
- Tây Ban Nha: Đại Thập tự Huân chương Isabella Công giáo (22 tháng 2 năm 2019)[9]